# Kim Kyung-soon
Kim Kyung-soon, född 10 december 1965, är en sydkoreansk handbollsspelare. Hon var med och tog OS-guld 1984 i Los Angeles och därefter OS-guld 1988 i Seoul.